# Giro del Veneto 1927
Il Giro del Veneto 1927, ottava edizione della corsa, si svolse il 15 agosto 1927 su un percorso di 225 km. La vittoria fu appannaggio dell'italiano Alfonso Piccin, che completò il percorso in 7h42'00", precedendo i connazionali Michele Gordini e Livio Cattel.
I corridori che tagliarono il traguardo di Padova furono 14.

## Ordine d'arrivo (Top 10)
| Pos. | Corridore       | Squadra               | Tempo    |
| ---- | --------------- | --------------------- | -------- |
| 1    | Alfonso Piccin  | Christophe-Hutchinson | 7h42'00" |
| 2    | Michele Gordini | -                     | s.t.     |
| 3    | Livio Cattel    | -                     | a 10'10" |
| 4    | Aleardo Simoni  | Ganna                 | s.t.     |
| 5    | Mario Lusiani   | Bianchi-Pirelli       | a 10'50" |
| 6    | Enea Dal Fiume  | -                     | a 21'00" |
| 7    | Carlo Reffo     | Wolsit-Pirelli        | a 23'00" |
| 8    | Aldo Canazza    | -                     | a 26'00" |
| 9    | Sergio Ferrato  | -                     | a 30'45" |
| 10   | Mario Bonvicini | Ganna                 | a 39'30" |